# Carry On (Avenged Sevenfold)
Carry On è un singolo del gruppo musicale statunitense Avenged Sevenfold, pubblicato il 1º agosto 2012.

## Descrizione
Carry On è un brano uptempo caratterizzato da un sound heavy metal particolarmente influenzato dalle band più di rilievo nella scena heavy e thrash metal della vecchia scuola. In particolare, il cantante M. Shadows ha affermato:

## Nella cultura di massa
La canzone appare alla fine del videogioco Call of Duty: Black Ops II. Sul palco, insieme alla band, ci sono due personaggi del videogioco: Raul Menendez alla chitarra e Frank Woods alla batteria.

## Video musicale
Il video, girato interamente in computer grafica, mostra inizialmente un dietro le quinte, in cui si vede Raul Menendez che cerca di giustificarsi con Frank Woods su quanto si sia esercitato nella settimana, ma sia comunque nervoso. Arrivano poi M. Shadows e Synyster Gates che maltrattano Menendez e gli raccomandano di non commettere errori sul palco. Parte, poi, la canzone vera e propria. Mentre la band suona la canzone, vengono mostrati spezzoni del videogioco. Nel pubblico, si vedono i personaggi principali del videogioco e del capitolo precedente.

## Tracce
Download digitale
1. Carry On (Call of Duty: Black Ops II Version) – 4:15

12"
- Lato A

1. Carry On – 4:15

- Lato B

1. Carry On (Instrumental) – 4:15

## Formazione
- Matthew Shadows – voce, tastiera
- Synyster Gates – chitarra solista, cori
- Zacky Vengeance – chitarra ritmica
- Johnny Christ – basso, cori
- Arin Ilejay – batteria

## Classifiche
| Classifica (2012)                | Posizione massima |
| -------------------------------- | ----------------- |
| Stati Uniti                      | 125               |
| Stati Uniti (mainstream rock)    | 2                 |
| Stati Uniti (rock & alternative) | 20                |